# Syrrhopodon armatissimus
Syrrhopodon armatissimus är en bladmossart som beskrevs av William Dean Reese 1991. Syrrhopodon armatissimus ingår i släktet Syrrhopodon och familjen Calymperaceae. Inga underarter finns listade i Catalogue of Life.